# Jaur

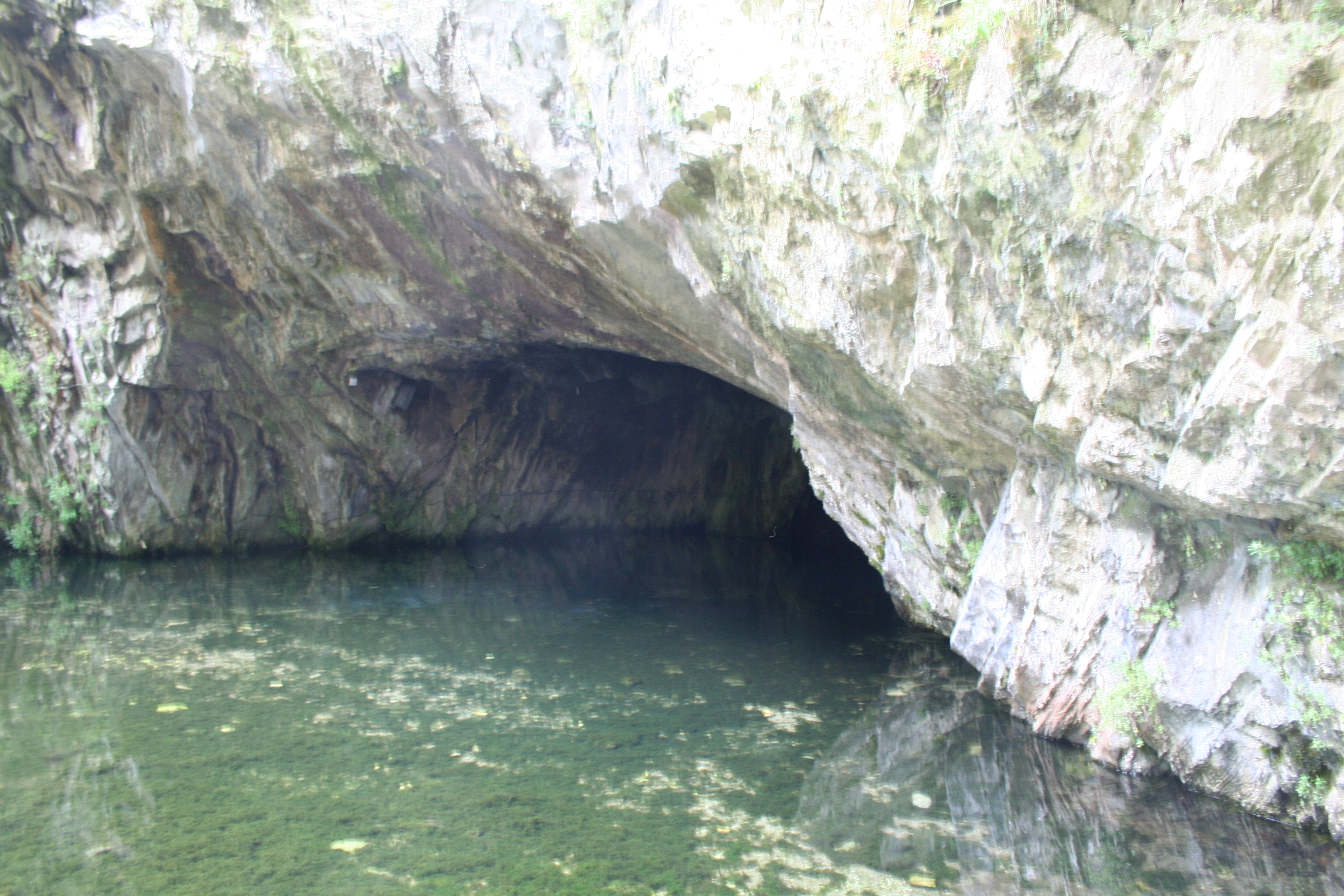
Karstquelle des Jaur

Der Jaur ist ein ca. 30 km langer Fluss im Süden Frankreichs, der im Département Hérault, in der Region Okzitanien verläuft.

## Verlauf
Der Jaur entspringt in den Bergen der Monts de l’Espinouse an der Karstquelle Source du Jaur am südwestlichen Ortsrand von Saint-Pons-de-Thomières. Das Quellwasser entfließt dort einer Höhle im Felsen. Etwa 150 m unterhalb seines Ursprungs, nimmt der Jaur seinen ersten Zufluss, die Aguze auf.
Der Jaur entwässert generell in nordöstlicher Richtung durch den Regionalen Naturpark Haut-Languedoc und mündet nach 30 km im Gemeindegebiet von Mons als rechter Nebenfluss in den Orb.

## Orte am Fluss
- Saint-Pons-de-Thomières
- Riols
- Prémian
- Saint-Étienne-d’Albagnan
- Olargues
- Mons